# (10359) 1993 TU36
A (10359) 1993 TU36 a Naprendszer kisbolygóövében található aszteroida. Henry Holt fedezte fel 1993. október 13-án.

## Kapcsolódó szócikk
- Kisbolygók listája (10001–10500)